# 阿部英司
阿部 英司（あべ えいじ）は、日本の材料工学者。東京大学大学院工学系研究科マテリアル工学専攻教授。

## 人物・経歴
1993年東北大学大学院工学研究科修士課程修了、修士（工学）、科学技術庁金属材料技術研究所入所。2001年博士（工学）。2002年オークリッジ国立研究所客員研究員。2005年東京大学大学院工学系研究科マテリアル工学専攻准教授。2017年東京大学大学院工学系研究科マテリアル工学専攻教授。2021年日本顕微鏡学会風戸賞受賞。